# Eutane aglaea
Eutane aglaea är en fjärilsart som beskrevs av George Francis Hampson 1914. Eutane aglaea ingår i släktet Eutane och familjen björnspinnare. Inga underarter finns listade i Catalogue of Life.